# Domant Futebol Clube de Bula Atumba

Escudo anterior do Domant FC

Domant Futebol Clube de Bula Atumba é um clube de futebol angolano da vila de Bula Atumba, na província de Bengo, mas tem suas atividades em Caxito. O time disputa atualmente a Gira Angola após ter sido rebaixado do Girabola.
Em 2014, o Domant se tornou na primeira equipe de sempre da província de Bengo a jogar o Girabola.

## Títulos
- Taça do Aniversário da Cidade do Uíge: 2014[4]